# Zonosaurus ornatus
Zonosaurus ornatus es una especie de lagarto del género Zonosaurus, familia Gerrhosauridae. Fue descrita científicamente por Gray en 1831.
Habita en Madagascar. Puede medir hasta 20 centímetros.

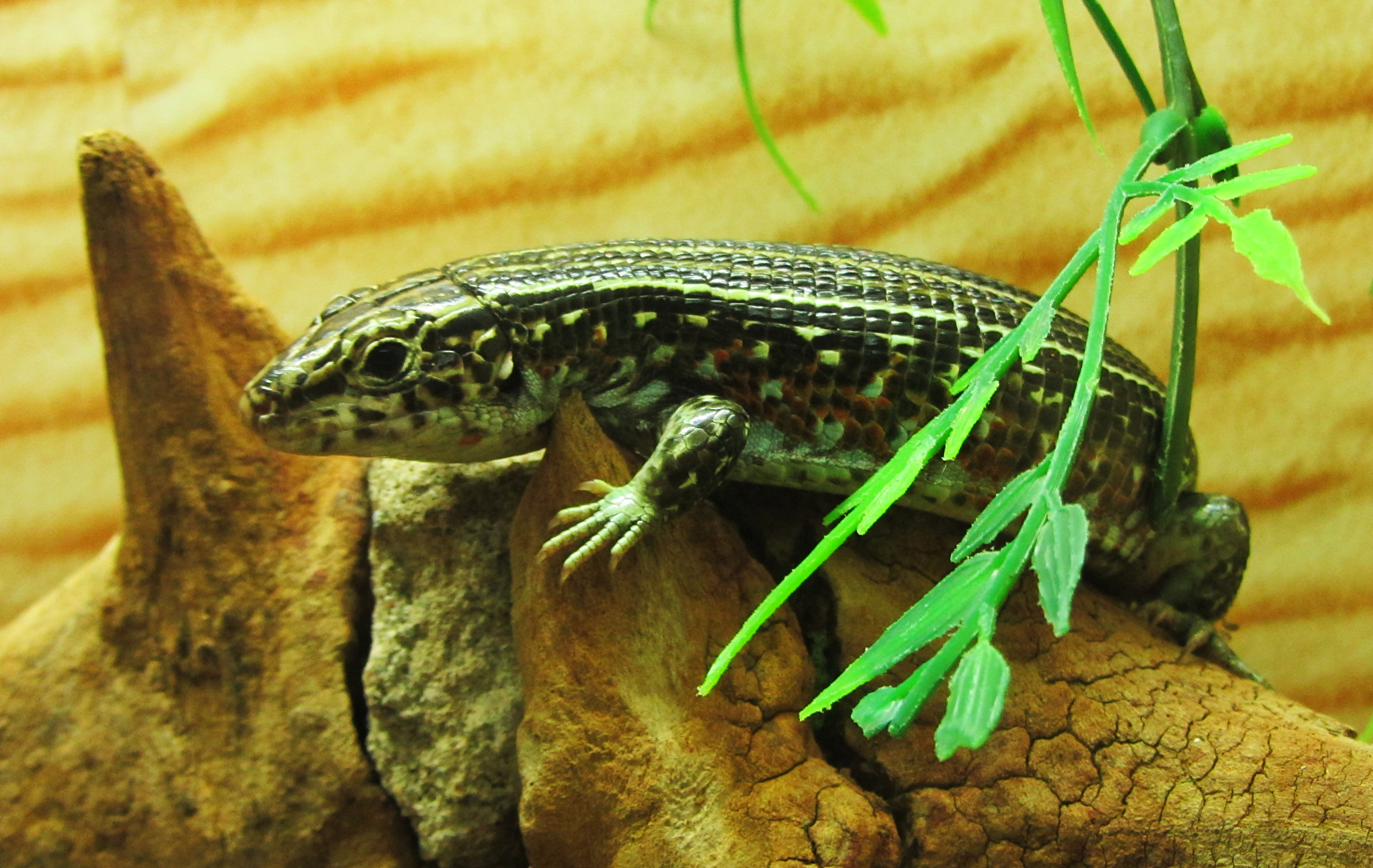
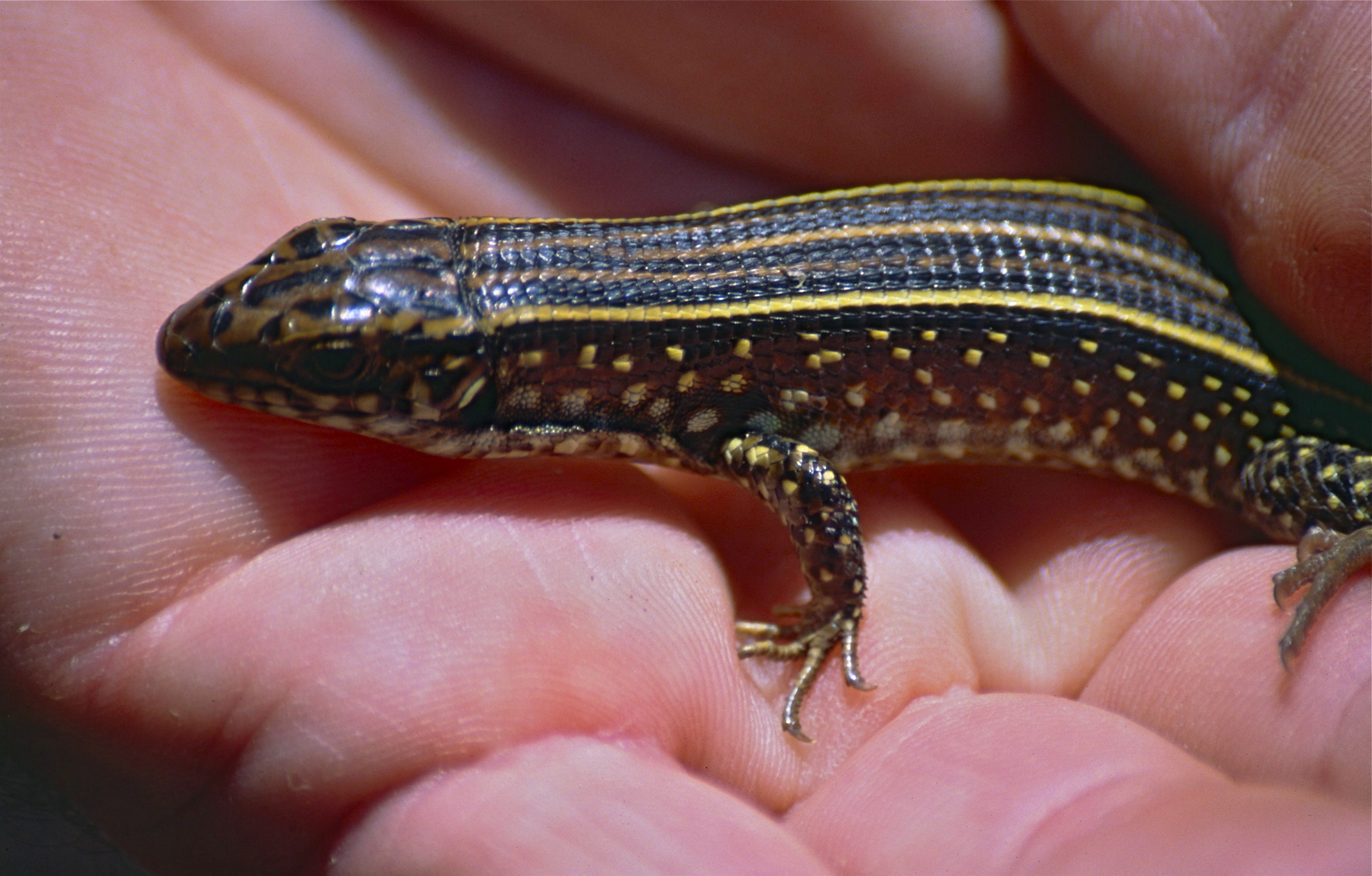
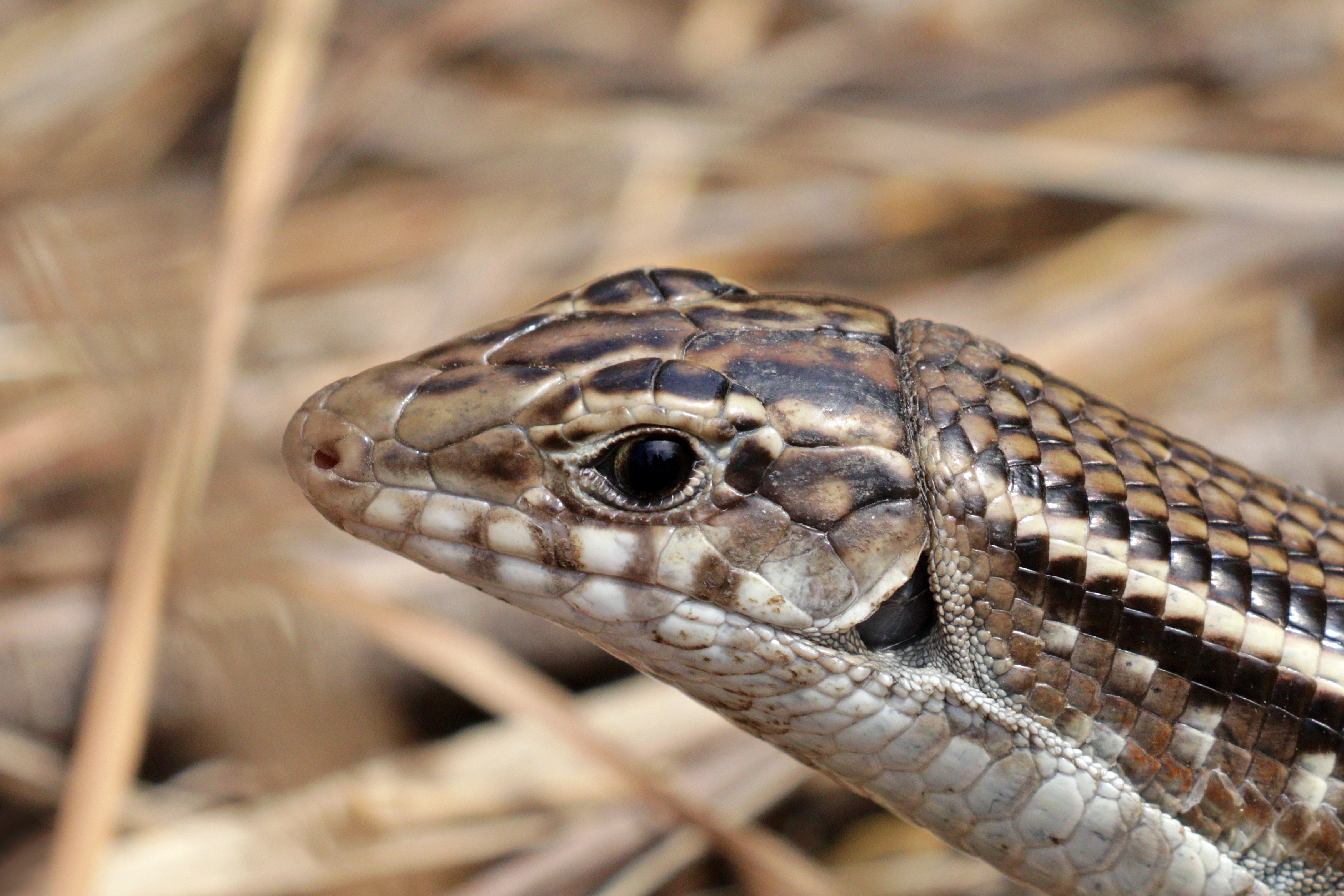